# Sonate pour deux clarinettes
La sonate pour deux clarinettes de Francis Poulenc est une œuvre de musique de chambre composée en 1918. Sa durée totale d'exécution est d'environ 6 minutes.

## Genèse
Le 17 janvier 1918, Poulenc est mobilisé malgré la fin imminente du premier conflit mondial. Basé à Vincennes, il ne perd pas le contact avec le Paris des arts et conduit sereinement les débuts de sa carrière de compositeur. 
Après avoir rencontré un certain succès avec la Rapsodie nègre et une gloire mondiale avec la création des Mouvements perpétuels par le pianiste Ricardo Viñes, Poulenc se met à l'écriture de deux pièces au printemps 1918. Publiées la même année, ce sont la Sonate pour piano à quatre mains et la Sonate pour deux clarinettes. Ces deux pièces sont créées lors du même concerts à la salle Huyghens à Paris le 5 avril 1919.

## Réception et postérité
Le succès rencontré par les Mouvements perpétuels se confirme avec la sonate pour deux clarinettes. Le biographe Henri Hell lui reconnaît « une saveur acide qui agace délicieusement l'oreille ».

## Style
Louée pour la sûreté de son écriture, la sonate témoigne déjà d’une maîtrise de la technique des instruments à vent chère au compositeur. Cette inclination pour les vents rejoint celle d’Igor Stravinsky qui rejette clairement l'utilisation des cordes pour leur trop forte ressemblance avec la voix humaine.

## Structure et analyse

### Structure
Comme la plupart des pièces de musique de chambre du compositeur, à l'exception de la sonate pour violoncelle et piano, la sonate pour deux clarinettes comporte trois mouvements brefs : 
1. Presto
2. Andante
3. Vif

## Discographie sélective
- Michel Portal et Paul Meyer : Francis Poulenc - Intégrale Musique de chambre - RCA Red Seal

### Autres références
1. ↑  Pochette du disque Francis Poulenc - Intégrale Musique de chambre - RCA Red Seal, p. 8